# Arbyrd
Arbyrd är en ort i Dunklin County i Missouri. Vid 2010 års folkräkning hade Arbyrd 509 invånare.